# Folga Pierwsza (Potok Mały)
Folga Pierwsza  – kolonia wsi Potok Mały w Polsce położona w województwie świętokrzyskim, w powiecie jędrzejowskim, w gminie Jędrzejów.
W latach 1975–1998 kolonia należała administracyjnie do województwa kieleckiego.